# Gmina Hardwick (New Jersey)
Hardwick – gmina w Stanach Zjednoczonych, w stanie New Jersey, w hrabstwie Warren. 
W 2000 roku liczyła 1464 mieszkańców. W 2010 roku – 1696, w 2020 roku – 1598.

## Historia
Hardwick Township zostało założone w 1749 roku.
Hardwick było częścią hrabstwa Morris do 1753 roku, kiedy to zostało włączone od hrabstwa Sussex. Hardwick pozostawało częścią hrabstwa Sussex do 1824 roku, kiedy to hrabstwo zostało podzielone, a Hardwick dołączono do nowo utworzonego hrabstwa Warren.